# Corina Gantenbein

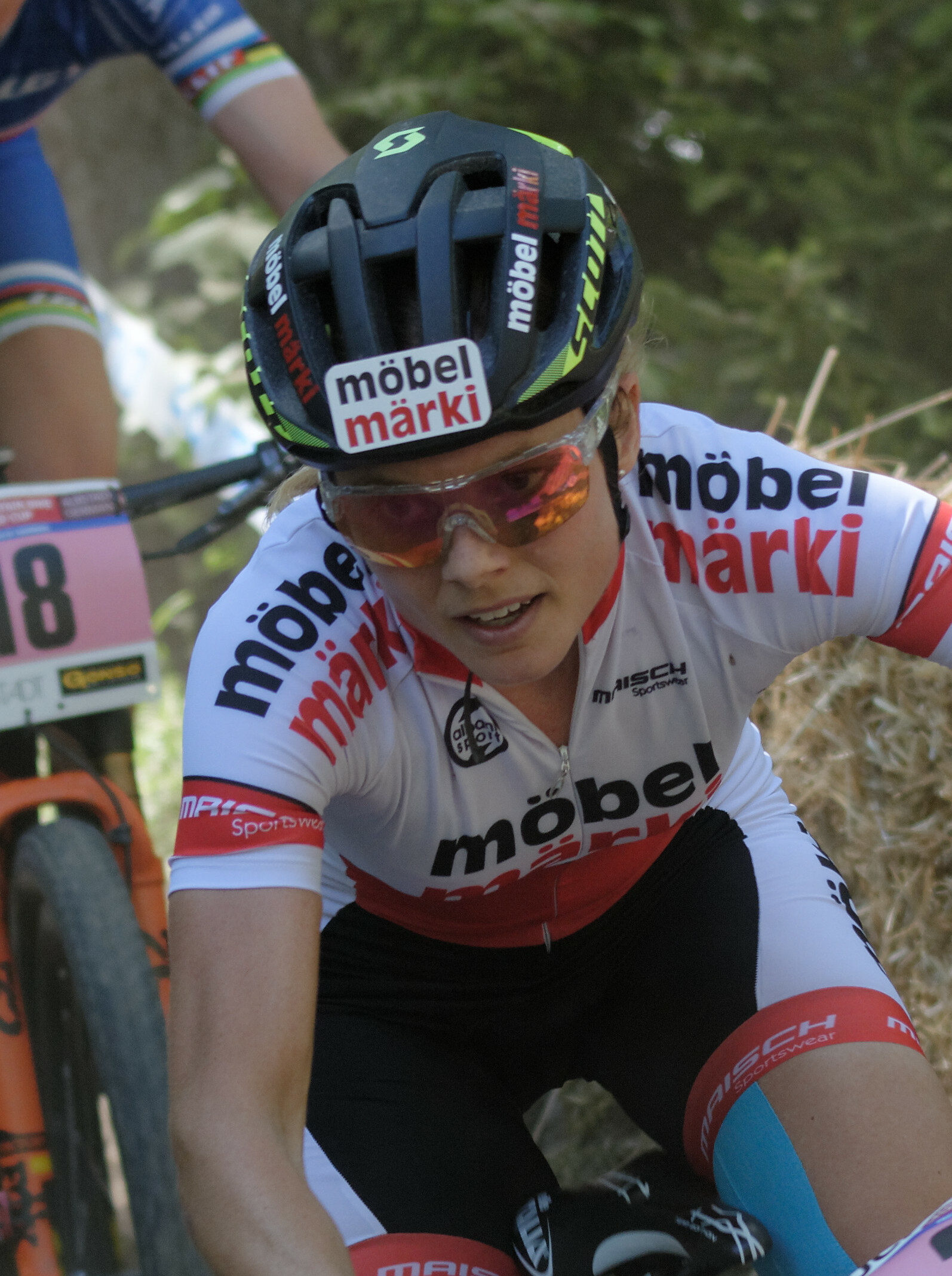
Corina Gantenbein

Corina Gantenbein (* 14. April 1986) ist eine Schweizer Mountainbikerin aus Zizers. Sie startet im internationalen Mountainbike-Weltcup für das Team RDR Italia in der Disziplin Cross Country. Ihren grössten Erfolg bisher feierte die Bündnerin 2017 mit dem 8. Platz an den Weltmeisterschaften in Cairns, Australien.

## Werdegang
Corina Gantenbein wuchs im Dorf Zizers im Kanton Graubünden auf. In ihren jungen Jahren faszinierte sie die Musik. Sie spielte Violine und schloss auf diesem Instrument ihre Musikmatur an der Evangelischen Mittelschule Schiers erfolgreich ab. Auch nach Abschluss ihrer Maturität verfolgte die Bündnerin ihre Leidenschaft zur Musik mit Engagements in mehreren Orchestern. Gleichzeitig liess sie sich an der Pädagogischen Hochschule in Chur zur Lehrerin ausbilden.
Ihren ersten Kontakt zum Mountainbiken hat Gantenbein ihrem Vater zu verdanken, der an Mountainbike-Rennen in der Disziplin Marathon teilnahm. Die Bergwelt, Nähe zur Natur und auch die Geschwindigkeit zogen die damals 16-jährige Bündnerin in den Bann. Was zuerst noch ein Sommerhobby war, entwickelte sich bald zu einer Passion, und so tauschte Corina Gantenbein die Geige gegen das Bike und schaffte mit 28 Jahren als Spätberufene den Sprung in das Schweizer Nationalkader.
Die Spitzensportlerin arbeitet nach wie vor Teilzeit als Lehrerin in Klosters und spielt weiterhin leidenschaftlich gern Geige.

## Sportliche Karriere
Corina Gantenbein löste 2005 mit 19 Jahren ihre 1. Lizenz mit dem Team Fischer-BMC.
2012 platzierte sich Gantenbein an den Schweizer Meisterschaften auf dem 3. Platz. 2013 setzte sie den Aufwärtstrend mit dem 3. Rang beim Afxentia Etappen-Rennen auf Zypern, mit Rang 18 im Weltcup-Rennen in Val di Sole und Rang 19 in Andorra fort. Die Bikerin positionierte sich damit mehrfach in den Top 20 und das «nur» als Teilzeit-Spitzensportlerin. Ihr beruflicher Fokus lag damals noch in der Ausübung ihres Lehrberufs in Davos.
2014 startete Gantenbein mit Platz 17 in Pietermaritzburg in Südafrika in die Weltcup-Saison. Für die Saison 2015 setzte Corina Gantenbein den Schwerpunkt auf ihre sportliche Karriere: Sie verzichtete auf eine Festanstellung als Primarlehrerin, damit sie sich voll und ganz auf den Spitzensport konzentrieren könne. Damit einher ging auch der Teamwechsel zu Haibike-Ötztal.
Zwischen 2015 und 2017 beendete die Cross-Country-Fahrerin ihre Weltcup-Rennen oft in den Top 20. An den Weltmeisterschaften in Cairns stiess sie sogar in die Top 10 der Welt-Elite vor und erreichte den 8. Rang. Das war vorerst der Höhepunkt ihrer sportlichen Karriere.
Der Spurt an die Spitze der Mountainbike-Elite wurde im Jahr 2018 abrupt durch eine Erkrankung am Pfeifferschem Drüsenfieber ausgebremst. Corina Gantenbein konnte praktisch keine Rennen mehr bestreiten und fiel in der Weltrangliste von Position 21 auf 222. Ihr Comeback in der Saison 2019 nahm sie mit einem Teamwechsel vom Schweizer Möbel-Märki-Team zum italienischen RDR Factory Team in Angriff und erzielte wiederum gute Resultate mit einem 19. Rang an den Europameisterschaften in Brno. Wie bei allen Athleten war auch ihre Saison 2020 von der Corona-Pandemie geprägt, sie hat jedoch gute Aussichten auf ein Ticket für die Olympischen Spiele in Tokio.